# 梁東根
梁東根（韓語：양동근，1979年6月1日—），韓國男演員、歌手。

## 生平
1987年9歲的梁東根出現在KBS的一部年終特別劇裡，從此展開了演藝生涯。
2001年以嘻哈饒舌歌手出道時使用藝名“Madman”來活動，現今則把藝名改為“YDG”。
梁東根的饒舌實力讓人想到50 Cent，具有獨特的節奏感及自我反省的歌詞表達能力。

## 演出作品

### 電視劇
- 1991年：KBS《兄》
- 1999年：KBS《學校1》
- 1999年：KBS《愛我好不好》
- 2000年：MBC《Non-stop》飾演 楊東根
- 2000年：MBC《男生女生向前走》
- 2002年：MBC《預約愛情》
- 2006年：MBC《流氓醫生》飾演 姜達高
- 2007年：KBS《我是老師》飾演 張一山
- 2012年：OCN《英雄》飾演 金黑哲
- 2014年：tvN《三劍客》飾演 許勝圃
- 2015年：tvN《泡泡糖》梁東根
- 2017年：MBC《Missing9》飾演 尹泰榮
- 2017年：tvN《河伯的新娘 2017》飾演 朱仝（特別演出）
- 2017年：MBC《時尚媽咪》飾演 崔高峰
- 2018年：JTBC《第3種魅力》飾演 李秀在
- 2018年：MBC《我身後的陶斯》飾演 車正日（特別演出）
- 2018年：MBC《大長今在看著》（特別演出）
- 2019年：KBS《各位國民》飾演 Charles
- 2020年：MBC《365：逆轉命運的1年》
- 2020年：tvN《日與夜 (電視劇)》
- 2021年：JTBC《人間失格》飾演 宇南
- 2022年：SBS《青春應援Cheer Up》飾演 裴英雄
- 2022年：MBC《禁婚令，朝鮮婚姻禁止令》
- 2023年：Disney+《Moving》飾演 鄭俊華[1]
- 2024年：Netflix《魷魚遊戲2》飾演 朴容植[2]
- 2025年：Netflix《魷魚遊戲3》飾演 朴容植
- 2025年：Disney+《操控游戏》饰演 吕德秀

### 電影
- 1999年：《火舞艷陽》
- 2001年：《收件人不明》
- 2002年：《漢城警事》
- 2002年：《海盜舞王》
- 2003年：《最後一隻狼》
- 2004年：《追風武士》
- 2006年：《壟斷者》
- 2010年：《Grand Prix》
- 2011年：《完美比賽》
- 2012年：《創可貼》（客串）
- 2013年：《演員就是演員》（客串）
- 2013年：《懲戒者》
- 2013年：《黑色福音》
- 2016年：《黑色福音2》
- 2017年：《我們的天國》
- 2018年：《遷化》
- 2020年：《老公不是人（朝鲜语：죽지않는 인간들의 밤）》飾演 Dr.張[3]
- 2022年：《夜叉：浴血谍战》 飾演 洪泰九[4]
- 待定：《星光灑落》飾演 朴社長

### MV
- 2001年：Button《Nukkim》
- 2008年：Paran《Don't Cry》
- 2015年：鄭容和《Mileage》
- 2015年：JINUSEAN《TELL ME ONE MORE TIME》

### 綜藝節目
- 2013年：SBS《Running Man》1027  E169（其他嘉賓：朱相昱）
- 2014年：Mnet《Show Me The Money 3》
- 2016年：KBS《超人回來了》
- 2016年：Ment《Unpretty Rapstar 3》
- 2017年：Mnet《高等Rapper》
- 2017年：SBS《叢林的法則-印度尼西亞科莫多島篇》
- 2019年: SBS Plus（朝鲜语：SBS 플러스）《小狗崽子（朝鲜语：똥강아지들）》
- 2020年：SBS《Running Man》 E532

## 外部連結
- NAVER （页面存档备份，存于）